# Теорија одлуке
Теорија одлуке или теорија избора у економији, психологији, филозофији, математици, информатици и статистици бави се идентификацијом вредности, несигурности и другим питањима од значаја у датој одлуци, рационалности, а добија се оптимална одлука. Он је тесно повезан са облашћу теорије игара; Теорија одлука се бави изборима појединих агената, док теорија игара се бави интеракцијама агената чије одлуке утичу једне на друге.

## Нормативно и описно
Нормативна или прескриптивна теорија одлуке односи се на идентификацију најбоље одлуке за преузимање (у пракси, постоје ситуације у којима "најбоље" није нужно максимално, оптимално може да садржи вредности поред максималне, али у одређеном или приближном опсегу) , под претпоставком  да идеалан доносилац одлуке, који је у потпуности информисан, који је у стању да израчуна са савршеном прецизношћу, и потпуно рационалан. Практична примена овог прескриптивног приступа (како људи треба да доносе одлуке) се зове анализа одлуке, а у циљу проналажења алата, метода и софтвера који ће да помогне људима да доносе боље одлуке. Највише систематичани и свеобухватни софтверски алати развијени на овај начин називају се системи за подршку одлучивању.
Насупрот томе, позитивна или описна теорија одлуке се бави описивањем уоченог понашања под претпоставком да се агенти одлучивања понашају у складу са неким правилима. Ова правила могу, на пример, да имају процедурални оквир (нпр. Амос Тверскова елиминација од аспеката модела) или аксиомски оквир,  Фон Нојман-Моргенстернове аксиоме са кршењем понашања очекиване корисне хипотезе, могу експлицитно да дају функционалну форму за временски недоследане корисне функције (нпр. Лаибсоново квази-хиперболско смањивање).
Нови рецепти или предвиђања о понашању које позитивна теорија одлука производи омогућавају даљи тестови те врсте одлучивања који се јавља у пракси. Постоји напредни дијалог са експерименталном економијом, који користи лабораторијске и теренске експерименте за процену теорије. У последњих неколико деценија, дошло је све веће интересовање за оно што се понекад назива 'теорија одлуке на основу понашања "и то је допринело поновној процени шта рационално одлучивање захтева.

## Које врсте одлука су потребне теорији?

### Избор у условима неизвесности
Ова област представља суштину теорије одлучивања. Поступак који сада називају очекивана вредност позната је од 17. века. Блез Паскал ју је позвао у својој чувеној опклади (види доле), која је садржана у његовом делу Мисли, објављеном 1670. Идеја очекиване вредности је да, када се суоче са бројним акцијама, од којих свака може да доводе до више од једног могућег исхода са различитим вероватноћама, рационално процедура је да се идентификују сви могући исходи, одреде њихове вредности (позитивне или негативне) и вероватноћа да ће проистећи из сваког предмета деловања, и множењем та два ће дати очекиване вредности. Акција које се бирају треба да буду оне које доводе до највише укупне  очекиване вредности.1738, Данијел Бернули је објавио утицајни рад под називом Излагање нове теорије о мерењу ризика, у којој користи Ст. Петерсбуршки парадокс да покаже да очекивана вредност теорије мора бити нормативно погрешна. Он такође даје пример у коме холандски трговац покушава да одлучи да ли да осигура теретни брод који шаљу из Амстердама у Санкт Петербург зими, када се зна да постоји 5% шансе да ће брод и терет бити изгубљени. У свом решењу, он дефинише функцију корисности и израчунава очекивану корисност уместо очекиване финансијске вредности (види ).
У 20. веку, интересовање је порасло због рада Абрахама Валда 1939 који истиче да су две централне процедуре базиране на дистрибуцији статистичке теорије, односно тестирање хипотеза и процену параметара, то су специјални случајеви општег проблема одлучивања. Валдове новине су обновљене и синтетишу многе концепте статистичке теорије, укључујући губитак функција, функције ризика, прихватљива правила одлучивања, претходнице дистрибуција, Бајесову процедуру и минимакс процедуру. Фраза "теорија одлука" сама је коришћена у 1950. Е. Л. Леман.
Оживљавање субјективне теорије вероватноће, из рада Франка Ремсија, Бруна де Финетија, Леонарда Севиџа и другиџ, проширен је обим очекиваних теорија корисности  у ситуацијама у којима се могу користити субјективне вероватноће. У овом тренутку, вон Нојманова теорија очекиване корисности доказала је да очекује комуналну максимизацију праћену основним постулатима рационалног понашања.
Рад Мориса Алаиса и Даниела Елсберга показао је да људско понашање има систематска и понекад важна одступања од очекиване-комуналне максимизације. Теорија перспектива Даниела Канемана и Амоса Тверског обновила је емпиријске студије економског понашања са мање нагласком на рационалности претпоставки. Канеман и Тверски наћи ће три правилности - у стварном људском одлучивању, " развој губитака већи од добитака"; лица се више фокусирају на промене у њиховим комуналним држава него што се фокусирају на апсолутне корисности; и процена субјективних вероватноће је тешко пристрасна.
Кастаноли и Ликалзи (1996), Бордли и Ликалзи (2000) недавно су показали да максимално очекиване корисности су математички еквивалентне максималној вероватноћи да су неизвесне последице одлуке боље од неизвесне висине (на пример, вероватноћа да је стратегија заједнички фонд надмашује S&P 500 или да фирма надмашује неизвесну будућност перформансе великог конкурента.). Ова интерпретација се односи на психолошки рад сугеришући да појединци имају нејасне нивое  (Лоупс & Оден), који могу да варирају од избора контекста до избора контекста. Стога помера фокус са корисности до неизвесне референтне тачке појединца.
Паскалова опклада је класичан пример избора у условима неизвесности.

### Интертемпорални избор
Интертемпорални избор се бави врстом избора где различите акције доводе до резултата који се реализују на различитим тачкама у времену. Ако је неко примио изненадну награду од неколико хиљада долара, може да троши на скупе одморе, дајући себи тренутни ужитак, или може да инвестира у пензионо осигурање, дајући приход у неком тренутку у будућности. Која је оптимална ствар? Одговор зависи делом од фактора као што су очекиване каматне стопе и инфлације, животни век особе, и од поверења у пензије. Међутим, чак и са свим тим факторима узетим у обзир, људско понашање опет одступа знатно од предвиђања теорије одлучивања прескриптивног, што је довело до алтернативних модела у којој је, на пример, објективна каматна стопа замењена субјективном дисконтном стопом.

### Интеракција доносилаца одлука
Неке одлуке су тешке због потребе да се узме у обзир како ће други људи бити у стању да одговоре на одлуку која је донета. Анализа таквих друштвених одлука се чешће третира под етикетом теорије игара, него под теоријом одлучивања, иако се раде исте математичке методе. Са становишта теорије игара већина проблема третираних у теорији одлучивања су игре један играч (или један играч се посматра као игра против безличне позадине ситуације). У настајању социо-когнитивног инжењеринга, истраживање је посебно фокусирано на различите врсте дистрибуција одлучивања у области људских организација, у нормалним и абнормалним/хитним/кризним ситуацијама.

### Друге преференције
Такође се зову социјалне преференције. У одлукама које утичу на друге, људи ће понекад дати неку директну личну корист или на цени у циљу постизања правичног или једнаког исхода. Болтон и Окенфелс (2000) и Фер и Шмит (1999) истражују доносиоце одлука који се баве праведностима дистрибуција и имају негативне користи које генеришу друге, бити много боље или много горе. Блиски сродник области истраживања се бави реципрочном правичношћу; доносиоци одлука желе да награде љубазне акције или намере и казне оне нељубазне.

### Комплексне одлуке
Остале области теорије одлучивања су забринуте одлукама које су тешке само због њихове сложености, односно комплексности организације која има да их направи. Појединци који доносе одлуке могу се ограничити на ресурсе или су гранично рационални. У таквим случајевима питање није одступање између стварног и оптималног понашања, али проблеми одређивања оптималног понашања су на првом месту. Римски клуб, на пример, развио је модел економског раста и коришћења ресурса који помажу политичарима у реалним животним одлукама у сложеним ситуацијама. Одлуке су такође погођене ли су опције урамљене заједно или одвојено. Ово је познато као разликовање пристрасности.

## Хеуристика
Један начин одлучивања је хеуристика. Хеуристички приступ доноси одлуке на основу рутинског размишљања. Иако је ово брже него корак по корак обраде, хеуристичко одлучивање отвара ризик од нетачности. Грешке које би иначе били избегнуте у корак-по-корак преради, могу бити направљене. Један од уобичајених и нетачних процеса који произилазе из хеуристичког размишљања је заблуда коцкара. Заблуда коцкара чини грешку верујући да је случајни догађај под утицајем претходних случајних догађаја. На пример, постоји педесет одсто шансе да новчић падне на главу. Заблуда коцкара сугерише да ако новчић падне на писмо, следећи пут се окреће, онда ће пасти на главу, као да је "ред да новчић" падне на главу. То једноставно није истина. Таква заблуда је лако оповргнута у корак-по-корак процесу размишљања.
У другом примеру, када се бира између опција које укључују крајности, доносиоци одлука могу имати хеуристичке умерено алтернативне боље од оних екстремних. Компромис ефекат ради под начином размишљања који је возио уверења да је највише умерених опција, усред екстремне, носи највише користи од сваке екстремне.

## Алтернативе
Врло контроверзно питање је да ли неко може да замени употребу вероватноће у теорији одлучивања од стране других алтернатива.

### Теорија вероватноће
Заговорници теорије вероватноће указују на:
- рад Ричарда Кокса за оправдање вероватноће аксиома,
- холандске књиге парадокса Бруна де Финетија као илустрација теоријских проблема који могу настати од полазака из вероватноће аксиома, и
- комплетне класе теорема, које показују да су сва прихватљива правила одлучивања еквивалентна Бајесовом правилу одлуке за неку функцију корисности и неким претходним дистрибуцијама (или за границе низа претходних дистрибуција). Тако, на сваком правилу одлуке, било да се правило може преформулисати као Бајесов поступак (или границе секвенце су), или постоји правило да је понекад боље и никада горе.

### Алтернативе теорије вероватноће
Заговорници расплинуте логике, теорије вероватноће, квантне спознаје, Демпстер-Сафер теорије, и инфо-гап теорије одлучивања одржавају ту вероватноћу као само једну од многих алтернатива и указују на многе примере где су имплементиране нестандардне алтернативе са очигледним успехом; посебно, пробабилистичке теорије одлука су осетљиве на претпоставке о вероватноћи различитих догађаја, а не вероватноће правила као што је минимакс, зато што не праве такве претпоставке.

### Општа критика
Општа критика теорије одлучивања заснована је на уређеном универзуму могућности, сматра да су то "познате непознате", а не "непознате непознате": фокусира се на очекиване варијације, а не на непредвидљиве догађаје, за које неки тврде (као у теорији црног лабуда) да  имају претерано велики утицај и мора се сматрати да значајни догађаји могу бити "изван модела". Ова линија аргументације, под називом лудик заблуда је да постоје неизбежне несавршености у моделирању стварног света од стране одређених модела, и то неоспорно, ослањање на моделе преваре једне до крајњих граница.